# Christian Träsch
Christian Träsch (Ingolstadt, Alemania, 1 de septiembre de 1987) es un exfutbolista alemán que jugaba de defensa.

## Selección nacional
Fue internacional con la selección de fútbol de Alemania en 10 ocasiones. Fue uno de los 23 elegidos para participar con su selección de la Copa del Mundo FIFA 2010 pero una lesión en el tobillo derecho en un entrenamiento lo dejó afuera.

## Clubes
| Club                | País     | Año       |
| ------------------- | -------- | --------- |
| TSV 1860 Múnich II  | Alemania | 2006-2007 |
| VfB Stuttgart II    | Alemania | 2007-2008 |
| VfB Stuttgart       | Alemania | 2008-2011 |
| VfL Wolfsburgo      | Alemania | 2011-2017 |
| F. C. Ingolstadt 04 | Alemania | 2017-2019 |
| Al-Wasl F. C.       | EAU      | 2020      |

## Palmarés

### Títulos nacionales
| Título                | Club           | País     | Año  |
| --------------------- | -------------- | -------- | ---- |
| Copa de Alemania      | VfL Wolfsburgo | Alemania | 2015 |
| Supercopa de Alemania | VfL Wolfsburgo | Alemania | 2015 |